# Oireachtas Éireann

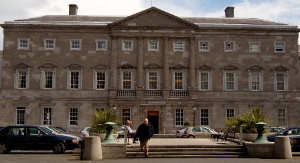
Casa Leinster, sediul ambelor camere a Oireachtas-ului

Oireachtas Éireann (pronunțat aproximativ e-reh-tăs e-răn), sau, pe scurt, Oireachtas, este numele parlamentului național din Republica Irlanda. Oireachtas-ul este compus din două camere: Seanad Éireann, sau Senatul, și Dáil Éireann, sau Camera Deputaților. Dáil Éireann este camera parlamentului care are, prin prerogativele constituționale, mai multă putere decât Seanad Éireann. Ambele camere se reunesc în sesiuni Casa Leinster din Dublin.

## Compoziție
Dáil Éireann, Camera Deputaților, este aleasă direct prin alegeri universale, alegeri fiind ținute maximum din cinci în cinci ani. Această cameră poate să fie dizolvată oricând, fără cererea prim-ministrului (Taoiseach). Alegerile pentru Dáil sunt ținute după sistemul de reprezentare proporțională.
Seanad Éireann, Senatul, nu este ales direct, fiind compus din o combinație de membri selectați în diferite feluri, inclusiv prin alegeri indirecte și prin nominalizarea prim-ministrului. Președintele Irlandei este ales odată în șapte ani, pentru maximum două termene. Dacă există numai un candidat pentru președinte (cum s-a întâmplat în câteva cazuri), nu sunt ținute alegeri.

## Rol
În teorie, pentru o propunere guvernamentală să devină lege, trebuie să fie aprobată de ambele camera a parlamentului și după aceea să fie semnată de președinte. În majoritatea circumstanțelor, președintele este obligat să semneze toate propunerile aprobate de ambele camere a Oireachtas-ului, și puterile Senatului sunt limitate la amânarea unei propuneri, această cameră ne având puteri de blochare îndefinită, sau veto. Deci, Dáil-ul, sau Camera Deputaților, rămâne structura cea mai puternică în legislatura irlandeză.  

### Puteri
Oireachtas-ul are puteri exclusive pentru:
- Aprobarea bugetului de stat
- Crearea legislaturilor subordinate
- Propunerea schimbărilor constituționale, care trebuie să fie aprobate, după aceea, prin referendum
- Angajarea trupelor militare într-un conflict
- Permiterea înțelegerilor și tratatelor internaționale să devină parte din legile naționale a Irlandei
- Aprobarea legilor selectate cu efect extra-teritorial
- Aprobarea, în cazuri de urgență, a aproape oricărei legi care este considerată a fi necesară

### Limitații
- Legile sunt invalide dacă contrazic Constituția Irlandei.
- În cazul unui conflict legal, legea Uniunii Europene, a cărui Irlanda este membru, are prioritate asupra legilor propuse de Oireachtas.
- Oireachtas-ul nu poate criminaliza retrospectiv acte care nu au fost ilegale când au fost comise.
- Oireachtas-ul nu poate aproba nici o lege care cere impoziția pedepsei cu moartea, nici măcar în caz de urgență.
- Sub Articolul III a Constituției Irlandeze, legile aprobate de Oireachtas nu aplică numai la cele 26 de comitate care formează Republica Irlanda, și nu la Irlanda de Nord, care face parte din Regatul Unit.

## Istorie
Cuvântul oireachtas provine din limba irlandeză și a fost numele parlamentului național din 1922, când a fost format Statul Liber Irlandez, și după aceea din 1937, când a fost formată Republica Irlanda.
Primul parlament irlandez a fost Parlamentul Irlandei, în existență până în 1801. Acest parlament a avut puteri asupra întrega insulă Irlanda, deși a fost subordonat la Parlamentul Englez și mai târziu la Parlamentul Britanic, Irlanda fiind în aceste timpuri controlată de Marea Britanie. Parlamentul Irlandei era compus din Regele Irlandei, House of Lords, care reprezenta nobilitatea, și House of Commons, reprezentând oamenii de rând. În 1801, Parlamentul Irlandei a fost desființat după Actul Uniunii.
Următoarea legislatură irlandeză a fost creată în 1919, fiind formată din doar o cameră, numită Dáil Éireann. Astăzi această instituție este cunoscută ca Primul Dáil ca să nu se confunde cu prezentul Dáil, care este unul din camera a Oireachtas-ului. În 1920, a fost formată încă o legislatură, paralelă cu Dail-ul, numită Parlamentul Irlandei de Sud. Acest parlament a fost rejectat de naționaliștii irlandezi și din cauza asta nu și-a asumat funcțiile complete. Parlamentul Irlandei de Sud era compus din Regele Mării Britanie și a Irlandei de Nord și două camere de parlamentari. Parlamentul Irlandei de Sud a fost închis în 1922, când a fost stabilit Statul Liber Irlandez și parlamentul bicameral numit Oireachtas.
Oireachtas-ul Statului Liber Irlandez era compus de Rege, Dáil Éireann (Camera Deputaților) și Seanad Éireann (Senatul). În 1935, parlamentul a devenit unicameral, Senatul fiind desființat, deși în 1937, când s-a format Republica Irlanda, noul Oireachtas bicameral a fost format, consistând din nou din Camera Deputaților și Senat. De data aceasta, Oireachtas-ul nu include regele, ci noul președinte a Irlandei, această țară fiind complet independentă de Regatul Unit.